# Tetrapassalus
Tetrapassalus és un gènere extint de mamífers paleanodonts que visqueren durant l'Eocè a Nord-amèrica. Se n'han trobat restes fòssils a Nevada i Wyoming (Estats Units). L'espècie tipus és T. mckennai, anomenada en honor de Malcolm C. McKenna.